# InnoGames
InnoGames és un desenvolupador i editor de videojocs dirigits tant a dispositius mòbil com a dispositius d'ordinador. La seva seu està situada a Hamburg, Alemanya i l'any 2012 InnoGames va arribar als 100 milions de jugadors registrats i va generar uns ingressos de 50 milions, que van pujar a 190 milions en 2019 i 220 milions en 2020, sent els seus principals títols Forge of Empires, Elvenar, Tribal Wars i Grepolis.

## Jocs
| Year | Title               | Platform(s)             |
| ---- | ------------------- | ----------------------- |
| 2003 | Tribal Wars         | Android, Navegador, iOS |
| 2008 | The West            | Browser                 |
| 2009 | Grepolis            | Android, Navegador, iOS |
| 2010 | Seven Lands         | Navegador, suprimit     |
| 2010 | Lagoonia            | Navegador, suprimit     |
| 2012 | Forge of Empires    | Android, Navegador, iOS |
| 2014 | Tribal Wars 2       | Android, Navegador, iOS |
| 2015 | Elvenar             | Android, Navegador, iOS |
| 2017 | Warlords of Aternum | Android, iOS            |
| 2018 | God Kings           | Android, iOS            |
| 2021 | Rise of Cultures    | Android, iOS            |